# 俺の甲子園
『俺の甲子園』（おれのこうしえん）は、株式会社ストンピィが開発運営している高校野球をテーマとしたオンラインによるシミュレーションゲームである。

## 概要
- リアルな日程と連動した高校野球シミュレーションゲームで、春夏の甲子園大会だけでなく、春季大会や秋季大会、国民体育大会高校野球の部や明治神宮大会、ドラフト会議も再現している。
- プレーヤーが高校野球部の監督になり、日々の練習メニューを決めて部員の能力を伸ばしたり、部員の中から先発メンバーを選んだり、部費を徴収したりしながら自身も指導力・人間力を高め、春夏の甲子園出場を目指す。
- ゲームを進行する際は、プレーヤーが課金をしなくてもゲームをすることができる。部の予算を追加したい場合は、予算額に応じた実費を運営会社に振り込んで予算残高を増額することが可能である[1]。これにより年間100万円以上をつぎ込む超強豪の学校も存在する。
- また、実際の日程に合わせて日程が進むので、大会などが少なく、それを補うための非公式の監督同士の大会などが存在する｡

## ゲームの内容

### 監督の仕事と指導
- 監督は、用意されたいくつかの「お仕事」を達成することを目標とする。この「お仕事」は達成状況により部費やUR確定レアガチャ券などが手に入る。
- グラウンド画面に「監督ステイタス」が表示される。ステイタスには、監督レベル・部の予算残高・体力・闘争心・部員カード・情熱ポイント・発想ポイント・精神ポイントがあり、ゲームの進行状況によって数値が変動する。
- グラウンド画面には、プレーヤーが指導する高校の戦力も表示される。投・打・守・走・総の5部門の現在戦力が、それぞれAからGの7段階で表示される。これは後述するチーム編成のベンチ入りメンバーをもとにした戦力評価であり、ベンチ入りメンバーの能力や疲労度によって変動する。

・毎日ログインすると、「勤続ボーナス」がもらえ、内容はレアガチャ券や銀のトロフィーなどである。

### 就任する高校
- ゲーム開始時にプレーヤーが都道府県を選び、自分の就任する高校名を決める。
- 高校名はプレーヤーが自由に命名することができる。そのため、奇抜な名前の高校や、実在の高校名が存在する｡

もしくはかつて実在していた高校がゲーム内に存在している場合がある。
- 都道府県による高校数は、実際の高校数とは関係がなく、制約はない[注釈 2]。

### 部員
- ゲームが進行する際に、新入部員が加入する。ゲームに表示される部員名をクリックすると、その部員の投手能力・野手能力の現在能力と潜在能力が表示される。
- 部員の才能は、低い方からN・R・SR・UR・LR[注釈 3]の5段階ある。URは“プロに行く見込みがある能力”。LRは“もはや怪物でいずれメジャーに行くような逸材”
- 部員の能力は通常練習や練習試合を通じて向上させていくほか、覚醒合成で潜在能力を、開花合成で能力を向上させることができる（後述）。
- 部員はケガをすることもあり、骨折や捻挫などがある。ケガの間も試合に出ることは可能だが、発揮する能力が著しく低下する。また、完治するまでは練習や試合で成長しない[2]。回復期間は次の通り。(【肘の痛み】5日、【肩の痛み】5日、【突き指】10日、【捻挫】20日、【骨折】30日)

### チーム編成
- 部員の能力をもとに、ベンチ入りメンバー・先発メンバー・打順・中継ぎ・ベースコーチ・主将と副将を決定する。
- 主将と副将はいったん決めると原則3ヶ月間は変更することができない。例外として、夏の大会の敗戦後、一年生大会のエントリー後及び敗戦後にも1度ずつ変更可能である[2]。他の項目は1日に何度でも変更が可能である。
- ベースコーチは守備力や走力、主将副将は人望が高いほうが効果が大きくなる。

### 監督スキル
- 監督スキルは、練習試合や通常練習で獲得した「スキルポイント」で上げることができる。
- 監督スキルの種類には、「指導スキル」と「実戦スキル」があり、指導スキルは主にステイタスやコストなどを、実戦スキルは主に部員の能力を上げる。
- 練習試合では「実戦スキルポイント」を、通常練習では「指導スキルポイント」を獲得することができる。
- 監督、実践スキルともにレベル50ごとにレベル上昇時の獲得ポイント数が1ずつ増えていく。初期値は1。また、監督スキルに限りレベル10ごとにレアガチャ券が1枚手に入る。

### 覚醒合成と開花合成
- 覚醒合成は、プレーヤーが選んだ部員のレベルを、同一の部員カード又は努力の結晶（SR・URのみ）を消費させることで最大レベルの数値を5上げる。
- 1人の選手に最大で4回(最大レベルの数値は最大で20上昇する)まで使用可能。
- 開花合成は、プレーヤーが選んだ部員のレベルを、余剰の部員カード又はトロフィー（金・銀）を消費させることでレベルを向上させることができる。
- 完全開花(部員の覚醒を4回して部員のレベルを最大限まで上昇させる)を行うことで報酬がもらえる。(N：部費5000円、R：レアガチャ券、SR：集中力or執着心、UR：豪打開眼、LR：変化球開眼)
- Nは40レベル、Rは60レベル、SRは80レベル、URは100レベル、LRは120レベルでそれぞれ完全開花となり報酬がもらえる。

### 精神ポイントと発想ポイント
- 精神ポイントは、練習やガチャの報酬、更に選手を精神ポイントに変えることなどによって獲得することができる。また、精神ポイントが一定数たまるとミートの値を50アップさせる「集中力」や闘争心を50％回復させる「負けじ魂」などのアイテムに変換できる。
- 発想ポイントは、R以上の選手を合成に使うことなどによって獲得することができる。また、発想ポイントが一定数たまると「レアガチャ券」や、長打力の値を50アップさせる「豪打開眼」などのアイテムと変換することができる。(R＝1PT、SR＝10PT、UR＝20PT、LR＝80PT)

## 通常練習と練習試合

### 通常練習
- 通常練習は練習メニューを具体的に決め、自分の目指すチーム作りや部員個々の個性や能力に応じてメニューを割り振る。監督スキルの「知将」のレベルが一定に達すると、練習メニューを追加することができる。初期は練習メニューは5つであり、名称は自由に変えることができる。
- 1クリックで1回の指導が行われ、監督（プレーヤー）の情熱ポイントが1回につき500アップしたり、新入部員が加入したりするほか、闘争心が1回につき10アップする。また、通常練習で「達成度」のゲージが満たされた時は、部員の能力が上がり、「経験値」のゲージが満たされた時は、体力と闘争心が全回復する。

### 練習試合と公式戦
- 練習試合や公式戦においては、AIが試合を進行させる。試合展開は投手の投球1球ずつの単位でシミュレーションされ、選手の能力値や監督の采配をもとに、すべて確率的に処理される[2]。
- 練習試合の結果をもとにレートが変動し、各都道府県上位100校までが「ランキング」として表示される。全国トップレベルの学校だと2700に達している。
- 練習試合はすぐに試合が確認できるが、公式戦では実際の試合の時間に基づいて行われるため、試合の結果を最終的に確認できるのには2時間程かかる。

### 体力と闘争心
- 体力と闘争心は共に12分に1ポイント回復する。体力は10ポイントで1回練習をすることが出来、闘争心は100ポイントで1回練習試合を行うことが出来る。
- 体力は「栄養補助食品」で全回復、「ド根性」で半回復させることができ、闘争心は「タウリンドリンク」で全回復、「負けじ魂」で半回復させることができる。
- 練習試合では闘争心を消費するが、公式戦では闘争心を消費せず試合を行う。

体力と闘争心の上限の初期値は共に100であるが、監督スキルで上限を上げることができる。

## ガチャ
ガチャは主に「ノーマルガチャ」「レアガチャ」の2種類ある。

### ノーマルガチャ
- ノーマルガチャは部費などを消費せず、通常練習や練習試合などで手に入る情熱ポイントを使って引くことができる。
- 1人あたり100情熱ポイントで引くことができる。
- 最初から10人をまとめて引くことができ、レベルが上がっていくと、まとめて引くことができる人数も増えていく。
- 主にNの選手が出てくるがRの選手が出てくることも多く、ごく稀にSRやURの選手も出てくることがある。

### レアガチャ
- レアガチャは通常、部費3万円で引くことができるが、発想ポイントなどで手に入る「レアガチャ券」を使うと、無料で引くことができる。
- レアガチャを引くと必ずR以上の選手が出てくる。

### 期間限定ガチャ
期間限定ガチャはレアガチャを割安で引けたり、引いた後にオマケがついて来たりする物である。
SR以上確定&オマケ付きレア10連ガチャ
このガチャは20万円(初回は15万円)で引くことができるレアガチャで、SR以上の選手1人確定＋「努力の結晶」「平常心」「集中力」「執着心」「タウリンドリンク」「栄養補助食品」「豪打開眼」「堅守開眼」のどれか一つがランダムでもらえるというものである。

1日3回限定、67%割引ガチャ
このガチャは1日3回限定でレアガチャが1万円で引けるというものであり、オマケなどは特にない。
スロット付きレア3連ガチャ
このガチャは毎日5万円(毎日2回目は6万、3回目以降は9万)で3回レアガチャを回すことができる。またスロットがついてお　　　り、100~999がランダムで出る。そのポイント(毎日1回目のスロットは2倍)が10000に達成するとUR確定がもらえる。また、ポイントが1000ずつたまるごとにいろいろな報酬がもらえる。基本的に50万~65万程あれば10000まで行くことができる。